# A Song for Me
A Song for Me – trzeci album studyjny brytyjskiego zespołu rockowego Family wydany w styczniu 1970 roku. Pierwszy album z udziałem Johna Weider'a i Johna "Poli" Palmera. Album zajął 4. miejsce na liście UK Albums Chart.

## Spis utworów
Wszystkie utwory skomponowała spółka Chapman/Whitney z wyjątkiem:
Strona A
| 1. | "Drowned in Wine"                                | 4:08  |
|    |                                                  |       |
| 2. | "Some Poor Soul"                                 | 2:44  |
|    |                                                  |       |
| 3. | "Love is a Sleeper"                              | 4:00  |
|    |                                                  |       |
| 4. | "Stop for the Traffic (Through the Heart of Me)" | 2:09  |
|    |                                                  |       |
| 5. | "Wheels"                                         | 4:38  |
|    |                                                  |       |
|    |                                                  | 17:39 |
|    |                                                  |       |
Strona B
| 1. | "Song for Sinking Lovers"                            | 4:04  |
|    |                                                      |       |
| 2. | "Hey" - "Let It Rock"                                | 1:02  |
|    |                                                      |       |
| 3. | "The Cat and the Rat"                                | 2:30  |
|    |                                                      |       |
| 4. | "93's O.K. J" (Whitney, Weider)                      | 3:57  |
|    |                                                      |       |
| 5. | "A Song for Me" (Whitney, Chapman, Weider, Townsend) | 9:13  |
|    |                                                      |       |
|    |                                                      | 20:46 |
|    |                                                      |       |
Utwory dodatkowe na edycji z 2007 roku
1. "No Mules Fool"
2. "Good Friend Of Mine"
3. "Drowned In Wine" (Live)
4. "Cat And The Rat" (Live)
5. "Wheels" (Live)
6. "Song For Me" (Live)

## Skład
- Roger Chapman - śpiew, instrumenty perkusyjne
- Charlie Whitney - gitara, banjo, organy
- Rob Townsend - perkusja, instrumenty perkusyjne
- John Weider - gitara basowa, skrzypce
- John "Poli" Palmer - wibrafon, pianino, flet